# Луј Пастер
Луј Пастер (фр. Louis Pasteur; Дол, 27. децембар 1822 — Марн ла Кокет, 28. септембар 1895) био је микробиолог и хемичар. Експериментално је потврдио да су бактерије изазивачи болести. Пронашао је методу за заштиту намирница познату као пастеризација. Поставио је основе имунологије унапређењем метода вакцинације и проналаском вакцине против беснила. У области стереохемије, открио је појаву асиметрије кристала.
Он је запамћен по његовим изузетним напрецима у утврђивању узрока и превенцији болести, и његовим открићима која су спасла многе животе. Он је редуковао смртност од породиљске грознице, и креирао прве вакцине за беснило и антракс. Његова медицинска открића су пружила директну подршку за микробну теорију болести и њену примену у клиничкој медицини. Он је најпознатији широј јавности по изуму технике третирања млека и вина којом се спречава бактеријска контаминација, процес који је у данашње време познат као пастеризација. Он се сматра једним од три главна оснивача бактериологије, заједно са Фердинандом Коном и Робертом Кохом, и популарно је познат као „отац микробиологије”.
Пастер је одговоран за одбацивање доктрине спонтане генерације. Он је извео експерименте којима је показано да без контаминације, микроорганизми не могу да се развију. Под покровитељством Француске академије наука, он је демонстрирао да се у стерилизованим и запечаћеним боцама никад ништа развија, док у стерилизованим али отвореним боцама микроорганизми могу да расту. Мада Пастер није био први који је предложио микробну теорију, његови експерименти су потврдили њену коректност и уверили већину Европе да је истинита. У данашње време, он се обично сматра једним од зачетника микробне теорије. Пастер је направио значајна открића у хемији, нарочито у погледу молекуларне основе за асиметрију појединих кристала и рацемизације. Рано у његовој каријери, његово истраживање тартарне киселине је резултирало у првој резолуцији онога што се сад назива оптичким изомерима. Његов рад је отворио пут да садашњег разумевања фундаменталног принципа структуре органских једињења.
Он је био директор Пастеровог института, успостављеног 1887. године, до своје смрти, и његово тело је сахрањено у гробници испод института. Мада је Пастер извео многе револуционарне експерименте, његова репутација је постала асоцирана са разним контроверзама. Историјска преиспитивања његове бележнице открила су да је практиковао превару како би превазишао своје ривале.

## Образовање, детињство и младост
Луј Пастер је рођен 27. децембра 1822. године у Долу, Француска, у католичкој породици сиромашног штављача. Он је биo треће дете Жан-Жозеф Пастера и Жане-Етјенет Роки. Породица се преселила у Марно 1826. године, и затим у Арбоа следеће године. Пастер је пошао у основну школу 1831. године.
Он је био просечан студент у својим раним годинама, и није био посебно академски настројен, већ су његови интереси били усмерени на риболов и скицирање. Он је израдио многе пастеле и портрете својих родитеља, пријатеља и суседа. Пастер је похађао средњу школу у Колеџу д'Арбоас. У октобру 1838, он је прешао у Париз да похађа Пенсион Барбет, али је постао носталгичан и вратио се кући у новембру.
Године 1839, он је уписао Колеџ Ројал у Безансону да студира филозофију и стекао је диплому 1840. године. Био је био именован за ментора на Безансонском колеџу, док је наставио са похађањем дипломираног научног курса с посебном математиком. Он није положио испите први пут 1841. године, али је успео да стекне општу научну диплому наредне године са осредњом осценом из хемије.
Крајем 1842. године, Пастер је полагао пријемни испит за Вишу нормалну школу у Паризу. Он је положио први сет тестова, али пошто је његов ранг био низак, Пастер је одлучио да се не упише, већ да покуша поново следеће године. Он се вратио у Пенсион Барбет да се припреми за тест. Такође је похађао часове на Лисе Сен-Луис и предавања Жан-Батисте Думе на Сорбони. Године 1843, он је положио тест са високом рангом и уписао се у Вишу нормалну школу. Године 1845 он је примио диплому licencié ès sciences (магистра наука). Године 1846, он је био именован за професора физике на Колеџу де Турнон (који се у данашње време зове Lycée Gabriel-Faure) у Ардешу, али је хемичар Антуан Жером Балард желео да се врати на Вишу нормалну школу као дипломирани лабораторијски асистант (agrégé préparateur). Он се придружио Баларду и истовремено започео своја истраживања у области кристалографије и 1847. године је поднео своје две тезе, једну у хемији и другу у физици.
Након што је кратко служио као професор физике у Дижону 1848. године, он је постао професор хемије на Универзитету у Стразбуру, где је упознао Мари Лоран, кћерку универзитетског ректора 1849. године. Они су се венчали 29. маја 1849. године, и имали су петоро деце; двоје је преживело до одраслог доба, док је дригих троје умрло од тифуса.

## Рана истраживања
Студирао је хемију, физику и кристалографију на Вишој нормалној школи у Паризу. Постао је професор хемије на Универзитету у Стразбуру. Године 1854, он је био именован за декана новог научног факултета наука на Лилском универзитету, где је он отпочео своје изучавање ферментације. Том приликом је Пастер изговорио своју често цитирану напомену: „dans les champs de l'observation, le hasard ne favorise que les esprits préparés” („У пољу опсервација, шанса фаворизује само припремљени ум”).
Његова прва истраживања тицала су се оптичких особина винске киселине. До тада није било познато зашто природна винска киселина скреће раван поларизације светлости, а синтетичка не, иако су хемијски истог састава. После доста рада на раздвајању сићушних кристала, успео је да демонстрира да кристали једног типа скрећу светлост у једну, а они другог типа у другу страну. Њихова мешавина не утиче на раван поларизације. Закључио је да је ово последица асиметричности молекула винске киселине, што је особина данас позната у науци као хиралност

## Теорија микроорганизама
Следећа област за коју се заинтересовао била је ферментација. Показао је да ферментацију изазивају микроорганизми, и да то није спонтани процес. За то је користио стаклену боцу са дугим вратом савијеним надоле. У боци би се налазио хранљиви бујон. Специфичан облик боце није дозвољавао честицама прашине (на којима се скупљају бактерије) да допру до хранљиве подлоге тако да се у њој није долазило до ферментације.
Овим експериментом, Пастер је доказао нетачност теорије о спонтаној генерацији живих организама. Отишао је и корак даље и показао да загревањем вина на 57° долази до елиминације бактерија у њему (Пастеризација).
Поставио је теорију да су микроорганизми одговорни за појаву болести код људи, што је касније довело до развоја антисептичких метода у хирургији.

## Имунологија
У наредној фази истраживања, Пастер је изучавао пилећу колеру. Срећним стицајем околности, сој бактерија којим је заразио пилиће био је ослабљен. Када је следећи пут покушао да их зарази, установио је да то није могуће. Инфицирање ослабљеним сојем бактерија учинило је да пилићи постану имуни на ово обољење.
Анегдота о открићу имунитета
Пастеров сарадник, Шарл Шамберлан, требало је да зарази пилиће док је Пастер био на одмору. Уместо тога, Шарл је и сам отишао на одмор. По повратку, заразио је пилиће старим бактеријским културама, они су се разболели, али су касније неочекивано оздравили. Шамберлан је сматрао да је дошло до грешке, али је Пастер исправно поставио теорију да су преживели пилићи постали имуни на бактерију чију су инфекцију преболели.
Антракс, богиње и беснило
Током 1870-их, применио је своје методе имунизације на сточну болест антракс.
Принцип употребе слабијег облика болести да би се створила отпорност на теже заразе није била нова. Едвард Џенер је давно пре тога развио вакцину против великих богиња. Оно што је била новина је да се ослабљена варијанта болести сада производила људском интервенцијом. Пастер је овим намерно ослабљеним изазивачима болести дао име вакцине у знак поштовања према Џенеру (Џенер је изоловао вакцину против великих богиња од крава — на латинском: Vacca).
Луј Пастер је произвео прву вакцину против беснила користећи осушену кичмену мождину заражених зечева. Ову методу је пронашао и на псима испробао Пастеров колега Емил Ру.
Вакцина је први пут, и то успешно, примењена 6. јула 1885. године на деветогодишњем дечаку Јозефу Мајстеру кога је изгризао бесан пас.

## Епилог
Луј Пастер је умро 28. септембра 1895. године у близини Париза, од последица низа можданих удара.
Сахрањен је у крипти у Институту Пастер у Паризу, који је сам раније основао 1888. године.
Пастерова открића су отворила врата савременом добу у медицини. Њихова последица је била елиминација многих болести, продужетак људског века и увећање човечанства.

## Публикације
Пастерови главни објављени радови су:
| Френцуски наслов | Година | Енглески заслов |
| ---------------- | ------ | --------------- |
|                  | 1866   |                 |
|                  | 1868   |                 |
| (2 тома)         | 1870   |                 |
|                  | 1871   |                 |
|                  | 1876   |                 |
|                  | 1878   |                 |
|                  | 1882   |                 |
|                  | 1886   |                 |

## Занимљивости
- Кратери на Марсу и Месецу су добили његово име.
- Једна од ретких улица у Сајгону у Вијетнаму која није мењала име од француских колонијалних времена носи име Луја Пастера.
- Познати цитат: У свету посматрања ризик ће послужити само оне чији је ум спреман. (фр. Dans les champs de l'observation le hasard ne favorise que les esprits préparés.)
- Јозеф Мајстер, дечак кога је Пастер вакцинисао против беснила, касније је радио као чувар у Пастеровом Институту. Када су 1940. године војници немачке окупационе војске покушали да га натерају да отвори Пастеров гроб, извршио је самоубиство.